# Karine i Ari
Karine i Ari (fr. Karine et Ari, 1996) – francuski serial komediowy stworzony przez Pascala Bancou i Dominique'a Mézerette'a. Wyprodukowany przez Alya Productions.
Światowa premiera serialu miała miejsce 1 lipca 1996 roku na francuskim kanale TF1. W Polsce serial nadawany był dawniej na kanale TVP1.

## Obsada
- Florence Geanty jako Karine Ray
- François Bourcier jako Antoine Richter
- Anaïs Wagner jako Cerise Richter
- Noam Morgensztern jako Mathieu Richter
- Raymond Gérôme jako Edouard Marceau
- Evelyne Grandjean jako Aimée Marceau
- Marie-Laurence Tartas jako Elisabeth Marceau
- François Chaix jako Martin Marceau
- Carole Fantony jako Olivia
- Marthe Felten jako Delphine
- Serge Sauvion jako Ari